# Eccoptomera melanderi
Eccoptomera melanderi är en tvåvingeart som först beskrevs av Garrett 1925.  Eccoptomera melanderi ingår i släktet Eccoptomera och familjen myllflugor. Inga underarter finns listade i Catalogue of Life.